# Spondylus depressus
Spondylus depressus is een tweekleppigensoort uit de familie van de Spondylidae. De wetenschappelijke naam van de soort is voor het eerst geldig gepubliceerd in 1915 door Fulton.